# 物理處理器
物理處理器（英語：Physics Processing Unit，縮寫：PPU）是電腦專門用來處理物理運算的微型處理器，尤其應用在電子遊戲上。物理學上的剛體動力學、碰撞偵測、流體力學、頭髮模擬、衣物模擬和物件破壞等效果，均可以這種處理器進行運算。這個概念源自於減輕中央處理器（CPU）的負擔，和使用顯示核心取代CPU進行繪圖運算的原理一樣。有關物理數據也可以單純以一般的CPU去計算，但在速度方面會比PPU慢得多。

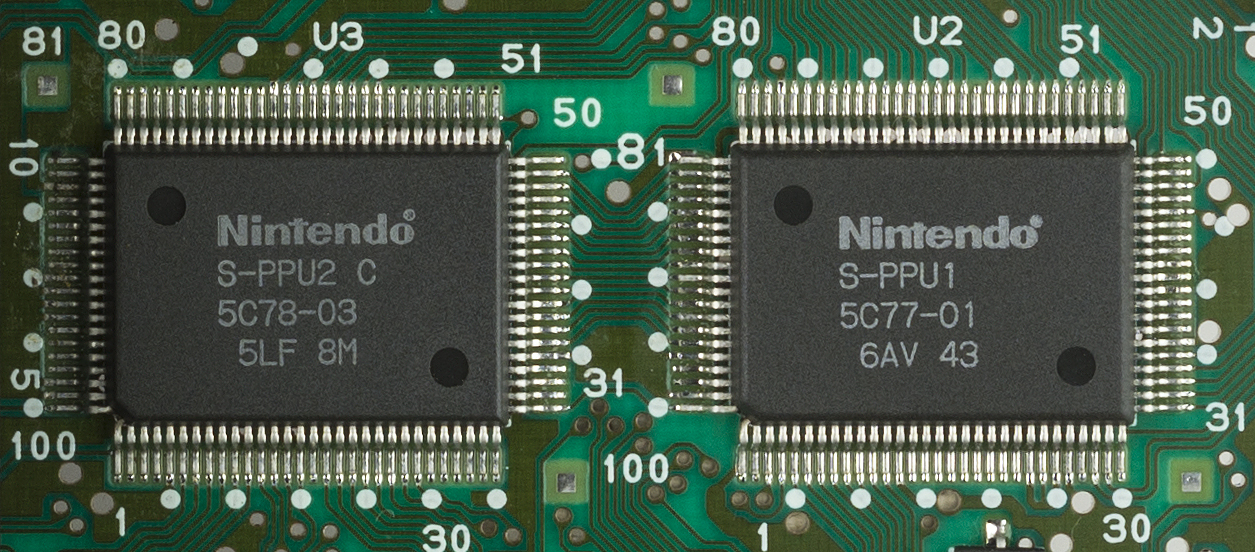

第一個物理處理器為SPARTA and HELLAS。
物理處理器這個詞語來自AGEIA對於他們的產品－PhysX的行銷術語，接著有數個方案亦使用了類似的科技，但AGEIA仍然是目前支援最完整的物理處理器。正因為PPU能填補現有3D遊戲在物理效果上的不足之處，因此PPU的推出，定會為3D遊戲帶來重大變化。

## AGEIA PhysX
首款推出市面的PPU，是由AGEIA公司開發的PhysX晶片。想要支援AGEIA PhysX的功能必須使用專屬的Novodex開發工具來編程，Novodex雖能應用在一般硬件上，利用CPU作軟體運算，但應用在PhysX上物理處理器仍是最佳。
2005年7月20日，日本的新力公司與AGEIA簽約，在PlayStation 3遊戲機使用Novodex SDK，而微軟也為Xbox 360的開發工具加入Novodex。而3DMark06也內置測試物理卡的環節。
使用PhysX PPU的物理卡，會由多家公司生產，就像現时的顯示卡。華碩和美國的BFG是主要的生產商，這些PPU物理卡會先在戴爾的原廠電腦中使用，直至2006年5月正式單獨發售。
2008年2月4日，AGEIA公司正式被NVIDIA公司收購，AGEIA公司技術將被大量應用在NVIDIA公司自家的CUDA運算技術中。將來，支援CUDA技術的顯示卡，就可以直接硬體支援PhysX加速。
在NVIDIA收購AGEIA後，總裁黃仁勳如此評價後者：「AGEIA公司的團隊是世界級的，他們擁有和我們同樣的激情，創造最令人驚嘆與最有魅力的遊戲體驗。通過創造世界上最深入人心的顯示核心和物理引擎的強強聯手，我們可以將GeForce加速的PhysX技術帶給全世界數以百萬計的遊戲玩家。」

## GPU對PPU
GPGPU的趨勢讓GPU越來越適合進行物理運算，DirectX 10更增加了幾何著色器提供大量的運算方式可以被套用。NVIDIA的CUDA技術也提供了控制GPU的內部溝通和聯合運算。
儘管GPU運算有較大的延遲率，GPU仍然對PPU的發展造成衝擊。

## Havok FX
Havok開發工具（SDK）是PhysX開發工具的主要競爭者，目前被用於約150個遊戲中。為了和PhysX競爭，Havok FX可以使用多繪圖處理器的技術來加速物理計算，包括了NVIDIA的SLI和ATI的CrossFire。Havok將物理運算分為特效和遊戲運算，特效運算（如爆炸時的煙霧）將會由GPU的Shader Model 3.0來進行運算，進而減輕CPU的負擔。而遊戲物理運算則仍然由CPU處理。由於英特尔收購了Havok，前者顯然希望物理計算由CPU負責，所以由顯示卡加速Havok FX的開發似乎已經被取消。

### NVIDIA方案
Havok面对AGEIA的衝擊，將Havok FX物理引擎改造，使之能由顯示卡硬件处理。根據示範影片，使用顯示卡的物理運算效果，与独立的一張PhysX卡不相伯仲。而NVIDIA亦搶先ATi一步，宣伂与Havok合作。配合NVIDIA的SLi技術，一張顯示卡能作立体運算，另一張能作物理運算。據了解，NVIDIA也會參考ATi的三卡方案，兩張顯示卡會在立體計算，另外的一張作獨立的物理計算。由於AGEIA公司已被NVIDIA公司收購，後者應該會轉用PhysX方案。而NVIDIA亦表明，PhysX的硬體加速會改由顯示卡負責。

### ATI方案
面对NVIDIA的挑戰，ATi亦不甘示弱，亦宣伂与Havok合作。由於物理運算部份由像素著色器处理，由於X1900XT的像素著色元件達48个之多，物理運算效能應較NVIDIA頂級的GeForce 7900強。另外，在AMD Fusion方案中，GPU將會以向量補助運算器的方式來和CPU運算作更緊密的結合。這個組態也非常有可能成為PPU的角色。

## Intel的Larrabee技術
Intel的Larrabee技術是個運算能力最佳化的多核心x86構造，有可能成為PPU的角色。Intel已經確認Larrabee技術的記憶體架構將會類似CPU的快取結構，但是它也提供對快取記憶體控制的指令。

## Cell處理器對PPU
在PlayStation 3（PS3）內的Cell處理器運作方式類似AGEIA的PhysX處理器。與ATI/NVIDIA的GPGPU解決方案不同的是，它使用了數個平行的執行緒，每個執行緒都有大型運算單位，並且執行緒之間有更多的溝通和控制。

## PS2 - VU0
PlayStation 2（PS2）的VU0可以被視為早期PPU應用的發展，VU0可以取代CPU來做額外的AI和物理運算，但也支援額外的頂點運算，讓他成為一種額外的補助器而不是一個獨立的單元（Unit）。VU0的用途類似於Havok FX和GPU的物理運算。

## 外部連結
- Havok VS PhysX 漫談物理加速世界！
- AGEIA官方網頁 （页面存档备份，存于）
- PC Perspective: AGEIA PhysX PPU預覽
- NVIDIA方案
- ATI方案
- Physics Simulation with GPGPUs (基于GPGPU加速的物理引擎技术)